# Acer kingii
Acer kingii é uma espécie de árvore do gênero Acer, pertencente à família Aceraceae.